# Evan Gershkovich

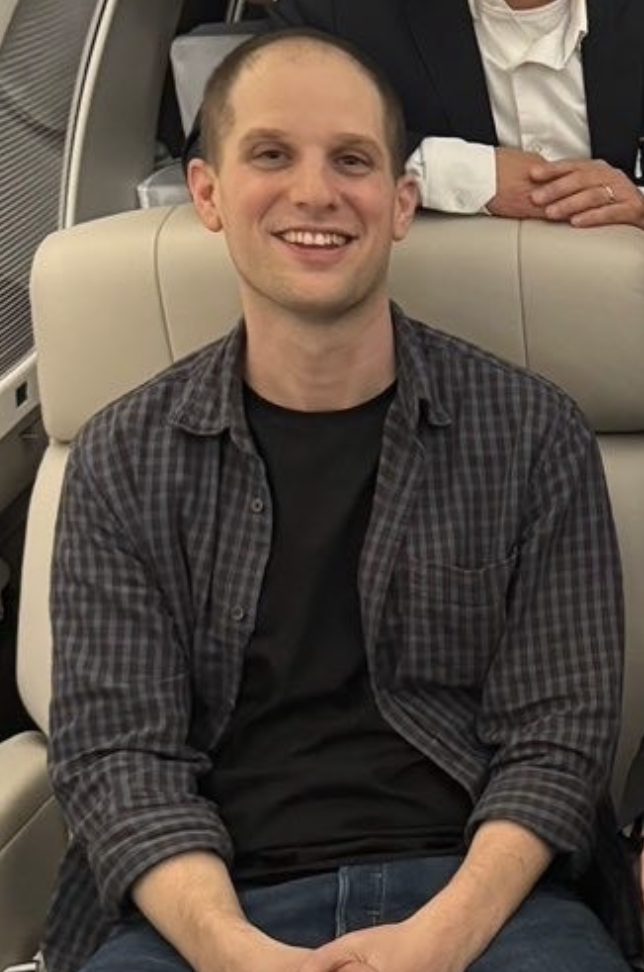
Evan Gershkovich (2024)

Evan Gershkovich (geboren am 26. Oktober 1991 in New York City) ist ein US-amerikanischer Reporter, der für das Wall Street Journal arbeitet. Er wurde im März 2023 in Moskau – als erster US-Journalist seit dem Kalten Krieg – wegen des Vorwurfs der Spionage verhaftet. Ende Juni 2024 begann in Jekaterinburg der Prozess gegen ihn. Am 19. Juli 2024 wurde er zu 16 Jahren Haft verurteilt. Am 1. August 2024 kam Gershkovich im Rahmen eines größeren Gefangenenaustauschs frei.

## Biografie
Gershkovichs russisch-jüdische Eltern flohen beide 1979 aus der Sowjetunion und lernten sich in Detroit kennen. Sie zogen dann nach Princeton, New Jersey, wo Gershkovich und seine ältere Schwester aufwuchsen. Zu Hause wurde Russisch gesprochen. Er absolvierte die dortige High School und war 2010 Kapitän der Fußballmannschaft.
Gershkovich studierte Philosophie und Englisch am Bowdoin College und schrieb für The Bowdoin Orient und The Bowdoin Review. 2014 schloss er das Studium ab. Danach arbeitete er als News Assistant bei der New York Times. Seit 2017 lebt und arbeitet er in Russland. Er war drei Jahre Reporter bei The Moscow Times, ab 2020 bei der Agence France-Presse und arbeitet seit Januar 2022 für das Wall Street Journal in dessen Moskauer Büro.
Am 24. März 2023, fünf Tage vor seiner Verhaftung, wurde bekannt, dass die USA gegen einen russischen Staatsbürger, Sergei Wladimirowitsch Tscherkassow, Anklage wegen Spionage erheben. Tscherkassow wurde in Brasilien zu 15 Jahren Haft wegen gefälschter Dokumente verurteilt und ist dort inhaftiert. Die Staatsanwaltschaft des Districts of Columbia beschuldigt ihn verschiedener Delikte, darunter Spionage für den russischen Auslandsgeheimdienst SWR während seiner USA-Aufenthalte. Dass Evan Gershkovich verhaftet wurde, wurde als mögliche Vergeltungsmaßnahme für die Anklage gegen Tscherkassow interpretiert.
Die Verhaftung erfolgte in Jekaterinburg, wo Gershkovich Recherchen zur Gruppe Wagner durchführte. Zwei Stunden später war sein Handy abgestellt und Anwälte seines Arbeitgebers konnten ihn nicht erreichen. Er wurde in das Lefortowo-Gefängnis in Moskau überstellt. Der Richter verfügte zwei Monate Untersuchungshaft. Das Weiße Haus bezeichnet die Vorwürfe als lächerlich und forderte, ebenso wie das Wall Street Journal, Gershkovichs sofortige Freilassung. Nach einem Telefonat am 5. April 2023 forderten der US-amerikanische Präsident Joe Biden und der kanadische Premierminister Justin Trudeau gemeinsam die sofortige Freilassung von Evan Gershkovich. Am 7. April 2023 wurde Gershkovich wegen Spionage angeklagt. Im August 2023 hat ein russisches Gericht seine U-Haft unter Ausschluss der Medien um weitere drei Monate bis Ende November verlängert.
Im März wurde die Untersuchungshaft von Gershkovich bis Ende Juni verlängert, obwohl Putin noch im Februar einen möglichen Austausch angesprochen hatte. Die Familie hat weiterhin regelmäßig Kontakt und die US-Regierung arbeitet nach eigenen Angaben an einer diplomatischen Lösung. Bereits vor dem am 1. August 2024 erfolgten Austausch wurden entsprechende Verhandlungen mit den USA auch von russischer Seite bestätigt.
Nach mehr als einem Jahr Untersuchungshaft begann am 26. Juni 2024 in Jekaterinburg der Prozess gegen Gershkovich. Die russische Staatsanwaltschaft warf ihm vor, für den US-Geheimdienst CIA Informationen über ein russisches Rüstungsunternehmen in Swerdlowsk gesammelt zu haben. Gershkovich, sein Arbeitgeber, das Wall Street Journal, sowie die US-amerikanische Regierung bestritten Spionagevorwürfe. Der Prozess fand unter Ausschluss der Öffentlichkeit statt. Gershkovich wurde am 19. Juli 2024 zu 16 Jahren Lagerhaft verurteilt. Seine Festsetzung wurde auch als Drohung gegen ausländische Korrespondenten verstanden, die trotz des Kriegs gegen die Ukraine noch in Russland tätig sind.
Am 1. August 2024 wurde Gershkovich im Rahmen eines größeren Gefangenenaustauschs aus Russland ausgeflogen bzw. freigelassen. Zuvor hatte Gershkovich ein offizielles Gnadengesuch an den russischen Staatspräsidenten Wladimir Putin ausfüllen müssen, das er mit einer Interviewanfrage an diesen verband.